# Horatia de Caia Terratia
Horatia de Caia Terratia va ser una antiga norma legal a Roma per la qual la vestal Caia Terracia cedia al poble romà el Camp de Mart o Camp Tiberí i era recompensada amb diversos privilegis entre els quals el dret a testificar, el dret a casar-se (prohibit a les vestals) i el dret a deixar el sacerdoci al complir 40 anys.